# جذابیت جادوگر خوب
جذابیت جادوگر خوب (به انگلیسی: The Good Witch's Charm) فیلمی تلویزیونی است که در تاریخ ۲۷ اکتبر ۲۰۱۲ در شبکه هالمارک پخش شد.
در این فیلم کاترین بل به عنوان کاساندرا راسل و کریس پاتر به عنوان رئیس پلیس جیک راسل بازی کرد. این فیلم پنجمین دنباله در ادامه فیلم جادوگر خوب است

## بازیگران
- کاترین بل در نقش کاساندرا راسل
- کریس پاتر به عنوان رئیس پلیس جیک راسل
- متیو نایت به عنوان براندون راسل
- هانا اندیکات-داگلاس به عنوان لری راسل
- ناتان مک لود در نقش مایکل
- جسی بوستیک به عنوان کایل
- پائولا بادره به عنوان نانسی
- نواه کاپ به عنوان معاون درک سندرز
- کاترین دیشر در نقش مارتا تینسدیل
- پیتر مک نیل به عنوان جورج اوهانران
- جنت-لاین گرین در نقش دوریس
- اشلی لگت به عنوان تارا